# Remake
Ne doit pas être confondu avec Reboot.
Pour les articles homonymes, voir Remake (homonymie) et Reprise (homonymie).
 (août 2016).
Un remake (du verbe anglais « to remake » qui signifie « refaire »), également appelé une nouvelle version ou une reprise, est une œuvre audiovisuelle (film, série télévisée, jeu vidéo, etc.) adaptant une autre production audiovisuelle précédemment développée.
Dans le domaine du cinéma, le concept de remake est le même pour les adaptations littéraires. La première adaptation du livre est la version originale (et appelée « adaptation littéraire »), les suivantes sont des remakes. En fonction des choix des nouveaux réalisateurs et producteurs, le nouveau film peut être plus ou moins fidèle à l'original, allant du remake plan par plan (par exemple : Psycho de Gus Van Sant) au remake totalement libre (par exemple : Piranha 3D, dont le scénario n'entretient plus qu'un vague rapport avec le Piranhas original). Le terme est étendu à la télévision et aux jeux vidéo, où certaines séries et certains jeux ont connu des reprises.
Un remake de jeu vidéo est différent d'un portage, le remake ne partageant généralement que très peu du code ou de données avec le titre d'origine.

## Intérêt
Les remakes se comptent par centaines voire par milliers dans l'histoire du cinéma. Dès 1894, Auguste et Louis Lumière font trois versions de ce qui est communément appelé Le Premier Film ou La Sortie des usines Lumière,, ou encore deux de L'Arroseur arrosé afin de renouveler le négatif qui était à l'époque directement utilisé pour le tirage des copies et qui, en cas de succès, finissait par être détérioré par les nombreuses manipulations et nécessitait son remplacement. En revanche, les remakes du film Voyage dans la Lune de Georges Méliès en 1902, sont des plagiats.
Ils correspondent généralement à une minimisation de la prise de risque de la part de la production, s'appuyant le plus souvent sur la renommée d'un film célèbre, parfois aussi sur le désir de « dépoussiérer » un film moins connu ou pour le réalisateur de retravailler son propre film, comme La Grande Évasion et La Fille du désert de Raoul Walsh, ou encore L'Homme qui en savait trop en 1934 et L'Homme qui en savait trop en 1956 d'Alfred Hitchcock. Le cinéma américain, plus que tout autre, y a eu abondamment recours (jusque dans les années 1960, il s'agit essentiellement d'un cinéma de reprise) en puisant dans ses propres films, mais également dans les succès des cinématographies étrangères, auquel son public est assez hermétique. C'est ainsi que l'on trouve de nombreux remakes américains contemporains de films européens ou asiatiques d'origine.
Pour les cinéphiles, les remakes peuvent présenter un intérêt car, présentant une vision différente de la même œuvre initiale, les différences sont révélatrices des caractéristiques de leur époque de réalisation. Ce peut être aussi l'occasion de faire des choix idéologiques ou politiques, par exemple, en remplaçant ou en supprimant certaines répliques. Les innovations technologiques, telles que l'apparition du son, de la couleur, des animatroniques évolués ou encore les effets numériques, sont autant d'évènements qui font que les remakes existent. Les génériques des remakes réfléchissent souvent la notion d'origine et de remake, comme en témoigne le court documentaire Remakes & Génériques, réalisé par Alexandre Tylski pour Blow Up (Arte, 2015, 7 min).
En 2010 est créé à Los Angeles le Remakes Market, salon qui permet la rencontre entre écrivains, éditeurs, réalisateurs, sociétés de production et distributeurs du monde entier.
En 2018, La Septième Obsession publie un large dossier sur le remake, intitulé « Remake or not remake », à l'occasion de la sortie de Suspiria de Luca Guadagnino, lui-même remake du Suspiria de Dario Argento.

## Typologie
Dans le cinéma américain on peut distinguer deux types de remake :
- les remakes de films « anciens » (principalement américains ou anglophones, plus rarement étrangers), que l'on remet au goût du jour. Généralement, il faut compter une période d'au moins vingt ans pour qu'un film connaisse une nouvelle version ;
- les remakes de films étrangers contemporains, produits généralement peu de temps après l'original, et destinés en premier lieu à adapter une œuvre remarquée au public américain, majoritairement réfractaire à la lecture des sous-titres (le plus souvent la seule façon de voir un film tourné en langue étrangère aux États-Unis, le doublage des films étrangers étant très rare).

## Adaptations
Dans certains cas, un ou plusieurs acteurs reprennent leur rôle dans la nouvelle version. C'est ainsi le cas de :
- Penélope Cruz qui interprète Sofia dans le film espagnol Ouvre les yeux en 1997, puis dans son remake américain Vanilla Sky en 2001 ;
- Gérard Depardieu qui interprète André dans le film français Mon père, ce héros en 1991, puis dans son remake américain My Father, ce héros en 1994 ;
- Jean Reno et Christian Clavier qui interprètent des rôles similaires dans Les Visiteurs en 1993, puis dans son remake américain Les Visiteurs en Amérique en 2001.

Ils peuvent aussi faire une apparition furtive dans un rôle différent (voir Caméo des acteurs d'origine).
Le titre d'un remake n'est pas nécessairement le même que celui de l'original.

## Remake et reboot
Le reboot consiste en une reprise à zéro de l'histoire, qui garde certains éléments de base mais change d'autres caractéristiques fondamentales de la version initiale. Le remake consiste en la reprise de la version initiale en en conservant tous les éléments fondamentaux, en l'occurrence des éléments de forme ou bien en changeant les acteurs mais sans modifier tous les traits fondamentaux de l'histoire de base.

## Remakesde films d'un même pays

### Allemagne
- 1954 : Émile et les Détectives en couleur d'après la version noir et blanc de 1931
- 1957 : Viktor und Viktoria en couleur d'après la version noir et blanc de 1933
- 1958 : Jeunes Filles en uniforme d'après la version de 1931
- 1959 : Le Tigre du Bengale
- 1967 : Le Moine au fouet d'après Le Moine inquiétant (1965)
- 1979 : Nosferatu, fantôme de la nuit d'après Nosferatu le vampire (1922)
- 1998 : La Cité des anges d'après Les Ailes du désir (1987)

### Australie
- 2008 : Long Weekend de Jamie Blanks, d'après Long Weekend de Colin Eggleston (1978).
- 2013 : Patrick, de Mark Hartley, d'après Patrick de Richard Franklin (1978).

### Belgique
- 1980 : De Witte Van Sichem d'après Filasse (1934).
- 2015 : Wat mannen willen d'après Männerherzen (2009) et Mannenharten (2013).

### Canada
- 2013 : La Grande Séduction à l'anglaise (The Grand Seduction) d'après La Grande Séduction (2003).
- 2015 : La Guerre des tuques 3D d'après La Guerre des tuques (1984).

### Chine
- 1970 : Le Détachement féminin rouge d'après Le Détachement féminin rouge (1961).
- 2002 : Printemps dans une petite ville d'après Printemps dans une petite ville (1948).
- 2018 : A Better Tomorrow (英雄本色) d'après Le Syndicat du crime (1986).

### Corée du Sud
- 1999 : Yonggary (용가리) de Shim Hyung-rae, d'après Yongary, monstre des abysses (대괴수 용가리, 1967) de Kim Ki-duk.

- 2010 : The Housemaid (하녀) de Im Sang-soo, d'après La Servante (하녀, 1960) de Kim Ki-young.
- 2014 : My Love, My Bride (나의 사랑 나의 신부) de Lim Chan-sang, d'après Mon amour, mon épouse (나의 사랑 나의 신부) de Lee Myeong-se (1990).

### États-Unis
- 1954 : Une étoile est née (A Star is Born) de George Cukor, d'après Une étoile est née (A Star is Born, 1937) de William A. Wellman
- 1956 : Haute Société (High Society) de Charles Walters, d'après Indiscrétions (The Philadelphia Story, 1940) de George Cukor
- 1976 : King Kong de John Guillermin, d'après King Kong de Merian C. Cooper et Ernest B. Schoedsack (1933)
- 1976 : Une étoile est née (A Star is Born) de Frank Pierson, d'après Une étoile est née (A Star is Born, 1937) de William A. Wellman
- 1978 : Le Grand Sommeil (The Big Sleep) de Michael Winner, d'après Le Grand Sommeil (The Big Sleep, 1947) d'Howard Hawks
- 1978 : L'Invasion des profanateurs (Invasion of the Body Snatchers) de Philip Kaufman, d'après L'Invasion des profanateurs de sépultures (Invasion of the Body Snatchers, 1956) de Don Siegel
- 1982 : The Thing de John Carpenter, d'après La Chose d'un autre monde (The Thing From Another World, 1951) de Christian Nyby et Howard Hawks
- 1983 : Scarface de Brian De Palma, d'après Scarface (1932) d'Howard Hawks
- 1986 : La Mouche (The Fly) de David Cronenberg, d'après La Mouche noire (The Fly, 1958) de Kurt Neumann
- 1986 : La Petite Boutique des horreurs de Frank Oz, d'après La Petite Boutique des horreurs (The Little Shop of Horrors, 1960) de Roger Corman
- 1990 : La Nuit des morts vivants (Night of the Living Dead) de Tom Savini, d'après La Nuit des morts-vivants (Night of the Living Dead, 1968) de George Romero
- 1991 : Les Nerfs à vif (Cape Fear) de Martin Scorsese, d'après Les Nerfs à vif (Cape Fear, 1961) de Jack Lee Thompson
- 1993 : Body Snatchers d'Abel Ferrara, d'après L'Invasion des profanateurs de sépultures (Invasion of the Body Snatchers, 1956) de Don Siegel
- 1995 : Piranha (Piranha) de Scott P. Levy, téléfilm d'après Piranhas (Piranha, 1978) de Joe Dante
- 1995 : Le Village des damnés (Village of the Damned) de John Carpenter, d'après Le Village des damnés (1960) de Wolf Rilla
- 1998 : Hantise (The Haunting) de Jan de Bont, d'après La Maison du diable (The Haunting, 1963) de Robert Wise
- 1998 : À nous quatre (The Parent Trap) de Nancy Meyers, d'après La Fiancée de papa (The Parent Trap, 1961) de David Swift
- 1998 : Psycho de Gus Van Sant, d'après Psychose (Psycho, 1960) d'Alfred Hitchcock. Le film est un remake plan par plan.
- 1999 : La Fin d'une liaison (The End of the Affair) de Neil Jordan, d'après Vivre un grand amour (The End of the Affair) (1955) d'Edward Dmytryk
- 1999 : La Maison de l'horreur (House on Haunted Hill) de William Malone, d'après La Nuit de tous les mystères (House on Haunted Hill, 1959) de William Castle
- 2001 : 13 Fantômes (13 Ghosts) de Steve Beck, d'après 13 Fantômes (13 Ghosts, 1960) de William Castle
- 2001 : Rollerball (Rollerball) de John McTiernan, d'après Rollerball (Rollerball, 1975) de Norman Jewison
- 2002 : Ocean's Eleven de Steven Soderbergh, d'après L'Inconnu de Las Vegas (Ocean's eleven, 1960) de Lewis Milestone
- 2002 : Le Cercle (The Ring) de Gore Verbinski, d'après Ring (Ringu, 1998) de Hideo Nakata
- 2003 : Massacre à la tronçonneuse (The Texas Chainsaw Massacre) de Marcus Nispel, d'après Massacre à la tronçonneuse (The Texas Chainsaw Massacre, 1974) de Tobe Hooper
- 2004 : L'Armée des morts (Dawn of the Dead) de Zack Snyder, d'après Zombie (Dawn of the Dead) (1978) de George A. Romero
- 2005 : Assaut sur le central 13 (Assault on Precinct 13) de Jean-François Richet, d'après Assaut (Assault on Precinct 13) (1976) de John Carpenter, lui-même remake de Rio Bravo (1959) d'Howard Hawks
- 2005 : King Kong de Peter Jackson, d'après King Kong de Merian C. Cooper et Ernest B. Schoedsack
- 2005 : Fog (The Fog) de Rupert Wainwright, d'après Fog (The Fog, 1980) de John Carpenter
- 2005 : La Maison de cire (House of Wax) de Jaume Collet-Serra, d'après L'Homme au masque de cire (1953).
- 2006 : Invasion (The Invasion) d'Oliver Hirschbiegel, d'après L'Invasion des profanateurs de sépultures (Invasion of the Body Snatchers, 1956) de Don Siegel
- 2006 : Terreur sur la ligne (When a Stranger Calls) de Simon West, d'après Terreur sur la ligne (When a Stranger Calls, 1979) de Fred Walton
- 2006 : La colline a des yeux (The Hills Have Eyes) d'Alexandre Aja, d'après La colline a des yeux (The Hills Have Eyes, 1977) de Wes Craven
- 2007 : Halloween (Halloween) de Rob Zombie, d'après Halloween : La Nuit des masques (1978) de John Carpenter
- 2007 : 3 h 10 pour Yuma (3:10 to Yuma) de James Mangold, d'après 3 h 10 pour Yuma (3:10 to Yuma, 1957) de Delmer Daves
- 2008 : Course à la mort (Death Race) de Paul W. S. Anderson, d'après La Course à la mort de l'an 2000 (Death Race 2000, 1975) de Paul Bartel
- 2008 : Le Jour où la Terre s'arrêta (The Day the Earth Stood Still) d'après Le Jour où la Terre s'arrêta  (The Day the Earth Stood Still, 1951)
- 2009 : La Dernière Maison sur la gauche de Dennis Lliadis, d'après La Dernière Maison sur la gauche (The Last House on the Left, 1972) de Wes Craven
- 2009 : Bad Lieutenant : Escale à La Nouvelle-Orléans de Werner Herzog, d'après Bad Lieutenant (1992) d'Abel Ferrara
- 2009 : Vendredi 13 (Friday the 13th) de Marcus Nispel, d'après Vendredi 13 de Sean S. Cunningham
- 2010 : Freddy : Les Griffes de la nuit (A Nightmare on Elm Street) de Samuel Bayer, d'après Les Griffes de la nuit (1984) de Wes Craven
- 2010 : Wolfman de Joe Johnston, d'après Le Loup-Garou (1941) de George Waggner
- 2010 : Piranha 3D d'Alexandre Aja, d'après Piranhas (Piranha, 1978) de Joe Dante
- 2010 : Karaté Kid, d'après Karaté Kid (The Karate Kid, 1982)
- 2012 : L'Aube rouge (Red Dawn) de Dan Bradley, d'après L'Aube rouge (1984) de John Milius
- 2013 : Evil Dead de Fede Álvarez, d'après Evil Dead (1981) de Sam Raimi
- 2014 : RoboCop de José Padilha, d'après RoboCop (1987) de Paul Verhoeven
- 2014 : Vertiges d'Erik Van Looy, d'après Loft (2008) d'Erik Van Looy
- 2015 : Poltergeist de Gil Kenan, d'après Poltergeist (1982) de Tobe Hooper
- 2019 : Child's Play : La Poupée du Mal (Child's Play) de Lars Klevberg, d'après Jeu d'enfant (Child's Play, 1988) de Tom Holland
- 2020 : The Grudge (The Grudge) de Nicolas Pesce, d'après Ju-on: The Grudge (Ju-on, 2003) de Takashi Shimizu
- 2021 : Candyman de Nia DaCosta, d'après Candyman de Bernard Rose (1992)
- 2023 : Les Blancs ne savent pas sauter (White Men Can't Jump) de Calmatic, d'après Les Blancs ne savent pas sauter de Ron Shelton (1992)

### France
- 1952 : Fanfan la Tulipe d'après Fanfan la Tulipe (1925)
- 1959 : Katia d'après Katia (1938)
- 1989 : Monsieur Hire d'après Panique (1946)
- 1988 : Les Prédateurs de la nuit d'après Les Yeux sans visage (1959)
- 1998 : En plein cœur d'après En cas de malheur (1958)
- 1999 : Le Schpountz d'après Le Schpountz (1938)
- 2001 : Un crime au Paradis d'après La Poison (1951)
- 2003 : Fanfan la Tulipe d'après Fanfan la Tulipe (1952)
- 2004 : Les Choristes d'après La Cage aux rossignols (1946)
- 2005 : Boudu d'après Boudu sauvé des eaux (1932)
- 2007 : L'Auberge rouge d'après L'Auberge rouge (1951)
- 2007 : Le Deuxième Souffle d'après Le Deuxième Souffle (1966)
- 2008 : L'Emmerdeur d'après L'Emmerdeur (1973)
- 2011 : La Fille du puisatier d'après La Fille du puisatier (1940)
- 2011 : La Guerre des boutons et La Nouvelle Guerre des boutons d'après la Guerre des gosses (1936) et La Guerre des boutons (1962)
- 2013 : Marius d'après Marius (1931)
- 2013 : Fanny d'après Fanny (1932)
- 2013 : Angélique d'après Angélique, marquise des anges (1964)
- 2014 : La Voie de l'ennemi d'après Deux Hommes dans la ville (1973), transposé au Nouveau-Mexique
- 2014 : Blood Ties d'après Les Liens du sang (2008), l'action, qui se passe dans les années 1970, est transposée de Lyon à New York
- 2015 : Journal d'une femme de chambre, d'après Journal d'une femme de chambre (1964)
- 2015 : Un moment d'égarement d'après Un moment d'égarement (1977).

### Hong Kong
- 1990 : Look Out, Officer! (師兄撞鬼) d'après Where's Officer Tuba? (1986).
- 1995 : The Blade (刀) d'après Un seul bras les tua tous (1967).
- 2012 : Guillotines (血滴子) d'après La Guillotine volante (1975).
- 2013 : Young and Dangerous: Reloaded (古惑仔：江湖新秩序) d'après Young and Dangerous (古惑仔之人在江湖) (1996).
- 2020 : Enter the Fat Dragon (肥龍過江) d'après Enter the Fat Dragon (1978)

### Italie
- 1913 : La Mort civile (La morte civile) d'après La Mort civile (1910).
- 1943 : Je vous aimerai toujours (T'amerò sempre) d'après Je vous aimerai toujours (1933).
- 1951 : Porca miseria d'après Quei due (1935).
- 1953 : Jalousie (Gelosia) d'après Gelosia (1942).
- 1955 : Ce soir, rien de nouveau (L'ultimo amante) d'après Ce soir, rien de nouveau (1942).
- 1955 : Les Dix-Huit Ans (Le diciottenni) d'après Leçon de chimie à neuf heures (1941).
- 1955 : Bonsoir Maître (Buonanotte... avvocato) d'après L'avventuriera del piano di sopra (1941).
- 1956 : Son plus grand amour (Il suo più grande amore) d'après Rita da Cascia (1943).
- 1956 : La Fille de la rizière (La risaia) d'après Riz amer (1949).
- 1956 : Sous le ciel de Provence ou Quatre Pas dans les nuages (Era di venerdì 17) d'après Quatre Pas dans les nuages (Quattro passi fra le nuvole) (1942).
- 1957 : Madame, le Comte, la Bonne et moi (Il conte Max) d'après Monsieur Max (Il signor Max) (1937).
- 1957 : Io, Caterina d'après Caterina da Siena (1947).
- 1960 : La Révolte des esclaves (La rivolta degli schiavi) d'après Fabiola (1918) et Fabiola (1949).
- 1962 : Sept Épées pour le roi (Le sette spade del vendicatore) d'après Don César de Bazan (1942).
- 1966 : Deux loufoques attaquent la Banque d'Italie (Come svaligiammo la Banca d'Italia) d'après Sept Hommes en or (1965) et Le Pigeon (1958).
- 1971 : Les Fantômes de Hurlevent (Nella stretta morsa del ragno) d'après Danse macabre (1964).
- 1974 : Catene d'après Le Mensonge d'une mère (1949).
- 1977 : Anno zero - Guerra nello spazio d'après La Planète des vampires (1965).
- 1990 : Le Masque de Satan (La maschera del demonio) d'après Le Masque du démon (La maschera del demonio) (1960).
- 1991 : Le Comte Max (Il conte Max) d'après Madame, le Comte, la Bonne et moi (1957).
- 2002 : A cavallo della tigre d'après À cheval sur le tigre (A cavallo della tigre) (1961).
- 2002 : Senso '45 (Black Angel) d'après Senso (1954).
- 2002 : À la dérive (Swept Away) d'après Vers un destin insolite sur les flots bleus de l'été (1974).
- 2025 : Rosebush Pruning d'après Les Poings dans les poches (1965).

### Japon
- 1959 : Herbes flottantes d'après Histoire d'herbes flottantes (1934)
- 1983 : La Ballade de Narayama d'après La Ballade de Narayama (1958)
- 2010 : 13 Assassins d'après Les Treize Tueurs (1963)
- 2011 : Hara-Kiri : Mort d'un samouraï d'après Hara-kiri (1962)

### Royaume-Uni
- 1959 : Les 39 Marches (The 39 Steps) d'après Les 39 Marches (The 39 Steps, 1935)
- 1978 : Les 39 Marches (The 39 Steps) d'après Les 39 Marches (The 39 Steps, 1935)
- 1979 : Une femme disparaît (The Lady Vanishes) d'après Une femme disparaît (The Lady Vanishes, 1938)
- 1983 : Jamais plus jamais (Never Say Never Again) d'après Opération Tonnerre (Operation Thunderbolt, 1965). Le film de 1983 est un James Bond hors franchise EON.

### Suède
- 1996 : Kalle Blomkvist - Mästerdetektiven lever farligt d'après Kalle Blomkvist - Mästerdetektiven lever farligt (1957).

### Thaïlande
- 2006 : Le Guerrier de feu (ฅนไฟบิน) d'après Tabunfire Talipherng (1975).
- 2010 : Red Eagle (อินทรีแดง) d'après Insee thong (1970).

## Remakesde films de pays différents

### Remakesaméricains

#### de films allemands
- 1951 : M de Joseph Losey, d'après M le maudit (M) (1931) de Fritz Lang
- 1961 : La Fiancée de papa (The Parent Trap) d'après Petite Maman (Das Doppelte Lottchen) (1950)
- 1982 : Victor Victoria de Blake Edwards d'après Viktor und Viktoria de Reinhold Schünzel (1933)
- 2007 : Le Goût de la vie (No Reservations) d'après Chère Martha (Bella Martha) (2002)
- 2010 : The Experiment, de Paul Scheuring, d'après L'Expérience (Das Experiment) (2001)

#### de films britanniques
- 1956 : L'Homme qui en savait trop (The Man Who Knew Too much) d'après L'Homme qui en savait trop (The Man Who Knew Too much, 1934)
- 2004 : Ladykillers (The Ladykillers) d'après Tueurs de dames (The Ladykillers, 1954)

#### de films français
- 1938 : Casbah d'après Pépé le Moko
- 1938 : Port of Seven Seas d'après la Trilogie marseillaise de Marcel Pagnol
- 1945 : La Rue rouge d'après La Chienne
- 1946 : Le facteur sonne toujours deux fois d'après Le Dernier Tournant (1939) et Les Amants diaboliques (Ossessione, 1942). Sera lui-même refait en 1976.
- 1947 : The Long Night d'après Le jour se lève
- 1954 : Désirs humains d'après La Bête humaine
- 1958 : Violent Road d'après Le Salaire de la peur
- 1961 : Fanny d'après Fanny (et la trilogie marseillaise de Marcel Pagnol)
- 1977 : Le Convoi de la peur (Sorcerer) d'après Le Salaire de la peur
- 1980 : Willie and Phil d'après Jules et Jim
- 1981 : Victor la gaffe (Buddy Buddy) d'après L'Emmerdeur
- 1982 : Le Joujou (The Toy) d'après Le Jouet
- 1983 : À bout de souffle, made in USA d'après À bout de souffle
- 1983 : L'Homme à femmes d'après L'Homme qui aimait les femmes
- 1984 : La Fille en rouge (The Woman in Red) d'après Un éléphant ça trompe énormément
- 1984 : La Faute à Rio d'après Un moment d'égarement
- 1985 : L'Homme à la chaussure rouge (The Man with One Red Shoe) d'après Le Grand Blond avec une chaussure noire
- 1986 : Le Clochard de Beverly Hills d'après Boudu sauvé des eaux
- 1987 : Trois Hommes et un bébé d'après Trois hommes et un couffin
- 1987 : Happy New Year d'après La Bonne Année
- 1987 : Running Man (The Running Man) d'après Le Prix du danger
- 1988 : And God Created Woman d'après Et Dieu… créa la femme
- 1989 : Les Trois Fugitifs (Three Fugitives) d'après Les Fugitifs
- 1989 : Cousins d'après Cousin, Cousine
- 1990 : Quick Change d'après Hold-up
- 1990 : Men Don't Leave d'après La vie continue
- 1991 : L'embrouille est dans le sac d'après Oscar
- 1991 : Paradise d'après Le Grand Chemin
- 1991 : Danger public d'après La Chèvre
- 1993 : Sommersby d'après Le Retour de Martin Guerre
- 1993 : Nom de code : Nina d'après Nikita
- 1993 : My Father, ce héros d'après Mon père, ce héros
- 1994 : Mixed Nuts d'après Le père Noël est une ordure (1982)
- 1994 : True Lies d'après La Totale !
- 1994 : Intersection d'après Les Choses de la vie
- 1995 : Neuf mois aussi (Nine Months) d'après Neuf mois
- 1995 : Birdcage (The Birdcage) d'après La Cage aux folles
- 1996 : Two Much d'après Le Jumeau
- 1996 : The Associate d'après L'Associé
- 1996 : L'Armée des douze singes (Twelve Monkeys) de Terry Gilliam d'après La Jetée de Chris Marker (1962)
- 1996 : Diabolique d'après Les Diaboliques
- 1996 : Leçons de séduction (The Mirror has Two Faces) d'après Le Miroir à deux faces
- 1997 : Drôles de pères (Father's Day) d'après Les Compères
- 1997 : Un Indien à New York (Jungle 2 Jungle) d'après Un Indien dans la ville (1994)
- 1999 : Voyeur (Eye of the Beholder) d'après Mortelle Randonnée (1983)
- 1999 : Ghost Dog : La Voie du samouraï (Ghost Dog, the Way of the Samurai) d'après Le Samouraï (1967)
- 2000 : Suspicion (Under Suspicion) d'après Garde à vue (1981)
- 2001 : Péché originel (Original Sin) d'après La Sirène du Mississippi (1969)
- 2001 : Les Visiteurs en Amérique (Just Visiting) d'après Les Visiteurs (1993)
- 2001 : Le Talentueux Mr. Ripley (The Talented Mr. Ripley) d'après Plein Soleil (1960)
- 2002 : Infidèle d'après La Femme infidèle (1969)
- 2004 : Wicker Park d'après L'Appartement (1996)
- 2004 : New York Taxi (Taxi) d'après Taxi (1998)
- 2009 : Chloe d'après Nathalie... (2003)
- 2010 : The Dinner (Dinner for Schmucks) d'après Le Dîner de cons (1998)
- 2010 : The Tourist d'après Anthony Zimmer (2005)
- 2010 : 13 d'après 13 Tzameti (2005)
- 2010 : Les Trois Prochains Jours (The Next Three Days) d'après Pour elle (2008)
- 2012 : LOL USA d'après LOL (2008)
- 2013 : Passion d'après Crime d'amour (2010)
- 2014 : Le Promeneur d'oiseau d'après Le Papillon (2002)
- 2015 : A Bigger Splash d'après La Piscine (1969)
- 2018 : The Upside d'après Intouchables (2011)

#### de films hongkongais
- 2006 : Les Infiltrés (The Departed) d'après Infernal Affairs (2002)
- 2008 : The Eye d'après The Eye (2002)

#### de films italiens
- 1984 : Crackers d'après Le Pigeon (I soliti ignoti, 1958)
- 1984 : L'Incompris (Misunderstood) d'après L'Incompris (Incompreso) (1967) de Luigi Comencini
- 1992 : Le Temps d'un week-end (The Scent of a Woman) d'après Parfum de femme (Profumo di donna) (1974) de Dino Risi
- 2002 : À la dérive (Swept Away) d'après Vers un destin insolite, sur les flots bleus de l'été (1974)
- 2002 : Welcome to Collinwood d'après Le Pigeon (I soliti ignoti, 1958)
- 2006 : Last Kiss (The Last Kiss) d'après Juste un baiser (L'ultimo bacio) (2001)

#### de films japonais
- 1960 : Les Sept Mercenaires (The Magnificent Seven) de John Sturges, d'après Les Sept Samouraïs (1954) d'Akira Kurosawa
- 1964 : L'Outrage (The Outrage) de Martin Ritt d'après Rashōmon (1950) d'Akira Kurosawa
- 1980 : Nimitz, retour vers l'enfer (The Final Countdown) de Don Taylor d'après Les Guerriers de l'apocalypse (1979) de Mitsumasa Saito
- 2002 : Le Cercle (The Ring) de Gore Verbinski, d'après Ring (1998) d'Hideo Nakata
- 2004 : Shall We Dance? de Peter Chelsom, d'après Shall We Dance? (1996) de Masayuki Suo
- 2004 : The Grudge de Takashi Shimizu, d'après Ju-on: The Grudge (2003) du même réalisateur
- 2005 : Dark Water de Walter Salles, d'après Dark Water (2002) d'Hideo Nakata
- 2006 : Antartica, prisonniers du froid de Frank Marshall, d'après Antarctica (1983) de Koreyoshi Kurahara
- 2006 : Pulse de Jim Sonzero, d'après Kaïro (2001) de Kiyoshi Kurosawa
- 2008 : One Missed Call de Éric Valette, d'après La Mort en ligne (2003) de Takashi Miike
- 2009 : Hatchi de Lasse Hallström, d'après Hachiko (1987) de Seijirō Kōyama
- 2014 : Godzilla de Gareth Edwards, d'après Godzilla (1954) de Ishirō Honda
- 2016 : Silence de Martin Scorsese, d’après Silence (1971) de Masahiro Shinoda
- 2020 : Grudge (The Grudge) de Nicolas Pesce, d'après Ju-on:The Grudge (2003) de Takashi Shimizu

#### de films sud-coréens
- 2006 : Entre deux rives (The Lake House) de Alejandro Agresti, d'après Il Mare (2000) de Lee Hyun-seung
- 2008 : Mirrors de Alexandre Aja, d'après Into the Mirror (2003) de Kim Seong-ho
- 2008 : My Sassy Girl de Yann Samuell, d'après My Sassy Girl (2001) de Kwak Jae-yong
- 2009 : Les Intrus (The Uninvited) de Charles et Thomas Guard, d'après Deux Sœurs (2003) de Kim Jee-woon
- 2009 : Possession de Joel Bergvall et Simon Sandquist, d'après Addicted (2002) de Park Young-hoon
- 2013 : Old Boy de Spike Lee, d'après Old Boy (2003) de Park Chan-wook

#### de films d'autres nationalités
- 2001 : Vanilla Sky de Cameron Crowe, d'après Ouvre les yeux de Alejandro Amenábar (Abre los ojos, 1997, Espagne)
- 2007 : Funny Games U.S. de Michael Haneke, d'après Funny Games de Michael Haneke (1997, Autriche)
- 2008 : En Quarantaine de John Erick et Drew Dowdle, d'après Rec de Paco Plaza, Jaume Balagueró (2007, Espagne)
- 2015 : Aux yeux de tous d'après Dans ses yeux (El secreto de sus ojos, 2009, Argentine)
- 2019 : Cold pursuit de Hans Petter Moland, d'après kraftidioten (2014, Norvege)

### Remakesfrançais

#### de films américains
- 1984 : Les Morfalous de Henri Verneuil, d'après De l'or pour les braves (Kelly's Heroes) (1970) de Brian G. Hutton
- 2004 : Double Zéro de Gérard Pirès, d'après Drôles d'espions (Spies Like Us) (1985) de John Landis
- 2004 : De battre mon cœur s'est arrêté de Jacques Audiard, d'après Mélodie pour un tueur (Fingers) (1978) de James Toback

#### de film espagnol
- 2006 : On va s'aimer d'Ivan Calbérac d'après El otro lado de la cama d'Emilio Martínez Lázaro (2002).

de film mexicain
- 2016 : Demain tout commence de Hugo Gélin d'après Ni repris, ni échangé de Eugenio Derbez, Mexique, 2013

#### de films québécois
- 2013 : Fonzy d'Isabelle Doval, d'après Starbuck (2011) de Ken Scott
- 2013 : Le Grand Méchant Loup de Nicolas Charlet et Bruno Lavaine, d'après Les 3 P'tits Cochons (2007) de Patrick Huard
- 2015 : Un village presque parfait de Stéphane Meunier, d'après La Grande Séduction (2003) de Jean-François Pouliot

### Remakeirlandais de film français
- 1994 : La guerre des boutons, ça recommence (War of the Buttons) d'après La Guerre des boutons

### Remakesitaliens de film français
- 1943 : Les Amants diaboliques (Ossessione) d'après Le Dernier Tournant (1939). Le même roman de James M. Cain sera adapté deux fois aux États-Unis, à commencer par Le facteur sonne toujours deux fois (The Postman Rings Always Twice, 1946)
- 2010 : Benvenuti al Sud d'après Bienvenue chez les Ch'tis

## Remakesde séries télévisées
- Un gars, une fille (France, 1999), d'après Un gars, une fille (Québec, 1997)
- Caméra Café (Québec, 2002), d'après Caméra Café (France, 2001)
- Le Destin de Lisa (Allemagne, 2005), Ugly Betty (États-Unis, 2006), et I Love Betty La Fea (Philippines, 2009), d'après Yo soy Betty, la fea (Colombie, 1999)
- Life on Mars (États-Unis, 2008), d'après Life on Mars (Royaume-Uni, 2006)
- Eleventh Hour (États-Unis, 2008), d'après Eleventh Hour (Royaume-Uni, 2006)
- V (États-Unis, 2009), d'après V (États-Unis, 1983)
- Hawaii 5-0 (États-Unis, 2010), d'après Hawaï police d'État (États-Unis, 1968)
- Countdown (Allemagne, 2010), d'après Compte à Rebours (Espagne, 2007)
- Being Human (États-Unis, 2011), d'après Being Human : La Confrérie de l'étrange (Royaume-Uni, 2008)
- Skins (États-Unis, 2011), d'après Skins (Royaume-Uni, 2007)
- The Slap (États-Unis, 2015), d'après La Gifle (Australie, 2011)
- Gracepoint (États-Unis, 2014) et Malaterra (France, 2015 ?), d'après Broadchurch (Royaume-Uni, 2013)
- The Bridge (États-Unis, 2013) et Tunnel (France/Royaume-Uni, 2013), d'après Bron (Suède/Danemark, 2011)
- House of Cards (États-Unis, 2013), d'après House of Cards (Royaume-Uni, 1990)
- Falco (France, 2013), d'après Mick Brisgau (Allemagne, 2010)
- Magnum (États-Unis, 2018), d'après Magnum (États-Unis, 1980-1988)
- Bel-Air (États-Unis, 2022), d'après Le Prince de Bel-Air (États-Unis, 1990-1996)